# Cabinet Kramp-Karrenbauer I
Land de Sarre
Cabinet Müller III Cabinet Kramp-Karrenbauer II
Le cabinet Kramp-Karrenbauer I (Kabinett Kramp-Karrenbauer I en allemand) est le gouvernement régional du Land de Sarre entre 24 août 2011 et le 9 mai 2012, durant la quatorzième législature du Landtag.

## Coalition et historique
Dirigé par la nouvelle ministre-présidente chrétienne-démocrate Annegret Kramp-Karrenbauer, il est soutenu par une coalition jamaïcaine entre l'Union chrétienne-démocrate d'Allemagne (CDU), le Parti démocratique de Sarre (FDP/DPS) et l'Alliance 90 / Les Verts, qui dispose de 27 députés sur 51 au Landtag, soit 52,9 % des sièges au Landtag.
Il a succédé au troisième cabinet du chrétien-démocrate Peter Müller, formé en 2009 et soutenu par une coalition identique. À la suite de la démission du président du groupe parlementaire FDP/DPS, la CDU a proposé, le 6 janvier 2012, au Parti social-démocrate d'Allemagne (SPD) de former un gouvernement de grande coalition. Face à l'échec de ces discussions, la ministre-présidente remplace l'ensemble des ministres non-issus de la CDU et s'accorde avec le SPD pour convoquer des élections régionales anticipées.
À l'issue du scrutin, chrétiens-démocrates et sociaux-démocrates trouvent finalement un accord et constitue le cabinet Kramp-Karrenbauer II.

## Composition

### Initiale
| Poste                                                                                     | Ministre | Ministre                   | Parti   |
| ----------------------------------------------------------------------------------------- | -------- | -------------------------- | ------- |
| Ministre-présidente Ministre de la Justice                                                |          | Annegret Kramp-Karrenbauer | CDU     |
| Vice-ministre-président Ministre de l'Économie, de la Science et de l'Agriculture         |          | Christoph Hartmann         | FDP/DPS |
| Ministre des Affaires fédérales Directeur de la chancellerie régionale                    |          | Andreas Storm              | CDU     |
| Ministre des Finances                                                                     |          | Peter Jacoby               | CDU     |
| Ministre de l'Intérieur, des Affaires européennes et de la Culture                        |          | Stephan Toscani            | CDU     |
| Ministre du Travail, de la Famille, de la Prévention, des Affaires sociales et des Sports |          | Monika Bachmann            | CDU     |
| Ministre de la Santé et de la Protection des consommateurs                                |          | Georg Weisweiler           | FDP/DPS |
| Ministre de l'Éducation                                                                   |          | Klaus Kessler              | Verts   |
| Ministre de l'Environnement, de l'Énergie et des Transports                               |          | Simone Peter               | Verts   |

### Remaniement du 18 janvier 2012
| Poste | Ministre | Ministre                   | Parti |
| --- | -------- | -------------------------- | ----- |
| Ministre-présidente Ministre de la Justice |          | Annegret Kramp-Karrenbauer | CDU   |
| Vice-ministre-président Ministre des Finances Ministre de l'Économie, de la Science et de l'Agriculture (intérim)                                              |          | Peter Jacoby               | CDU   |
| Ministre des Affaires fédérales Directeur de la chancellerie régionale Ministre de l'Environnement, de l'Énergie et des Transports (intérim)                   |          | Andreas Storm              | CDU   |
| Ministre de l'Intérieur, des Affaires européennes et de la Culture Ministre de l'Éducation (intérim)                                                           |          | Stephan Toscani            | CDU   |
| Ministre du Travail, de la Famille, de la Prévention, des Affaires sociales et des Sports Ministre de la Santé et de la Protection des consommateurs (intérim) |          | Monika Bachmann            | CDU   |